# Museo Arqueológico de Sivas
El Museo Arqueológico de Sivas (en turco Sivas Arkeoloji Müzesi) es uno de los museos arqueológicos de Turquía. Está ubicado en la ciudad de Sivas, situada en la provincia de su mismo nombre. Se trata de uno de los museos arqueológicos más grandes de Anatolia central. 

## Historia
Un primer museo en Sivas fue creado en 1923, en un edificio que inicialmente tuvo una función de escuela secundaria. Además de piezas arqueológicas, el museo albergaba una colección de objetos etnográficos y otros relacionados con el histórico Congreso de Sivas que se celebró en 1919. Posteriormente la sección arqueológica fue trasladada a otro edificio que inicialmente había sido una escuela de arte y que después de una serie de trabajos para acondicionarlo a su nueva función fue inaugurado en 2009.
En la actualidad el Museo de Sivas tiene tres secciones: el Museo Arqueológico de Sivas, el Museo del Congreso de Sivas Atatürk y Etnográfico y el Museo Aşık Veysel. En este último se exhiben objetos relacionados con el trovador Aşık Veysel, que están albergados en otro edificio de la localidad de Sivrialan, en el distrito de Şarkışla.

## Colecciones
La exposición abarca cronológicamente periodos comprendidos entre el calcolítico y el Imperio otomano. Entre ellos destacan los pertenecientes a la Edad del Bronce —que incluyen piezas del imperio hitita—, así como los de época romana, bizantina y selyúcida. También hay en el museo fósiles de animales que tienen una antigüedad de varios millones de años.
Entre los objetos que alberga se encuentran sellos, tablillas cuneiformes, esculturas, estelas funerarias, sarcófagos, mosaicos, recipientes de cerámica y de vidrio, herramientas de metal, inscripciones, elementos arquitectónicos y monedas.
Tienen una especial importancia los objetos hititas del museo. Algunos proceden de las excavaciones de Sarissa y Kayalıpınar. Es singular una escultura encontrada en Başören de dos toros sagrados que probablemente conducían el carruaje de Teshub. Otro objeto singular es un anillo-sello de oro con las figuras de un toro y un águila. Este último fue comprado por el museo y también se atribuye al periodo hitita pero su origen concreto se desconoce.
Por otra parte, en el museo se encuentra un busto de Osmán Gazi, que es el único ejemplo de escultura del Imperio otomano. 
|                                         |
| Anillo-sello de oro del periodo hitita. |

|                                                    |
| Estela del yacimiento arqueológico de Kayalıpınar. |

|                                                                       |
| Toros hititas hallados en Başören. Han sido parcialmente restaurados. |

|                     |
| Ornamento islámico. |